# جان سیاه‌پوستان مهم است
جان سیاه‌پوستان مهم است (به انگلیسی: Black Lives Matter، BLM) یک جنبش اجتماعی بین‌المللی است که از جامعه سیاه‌پوستان آمریکا آغاز شد و برای مقابله با خشونت و نژادپرستی علیه سیاه‌پوستان فعالیت می‌کند. این جنبش به صورت منظم به سازماندهی اعتراضات مردمی به کشته شدن سیاه‌پوستان به دست نیروهای پلیس و نژادپرستی سازمان یافته در سیستم قضایی و پلیس می‌پردازد.
در سال ۲۰۱۳ در پی تبرئه یک پلیس از قتل یک نوجوان سیاه‌پوست به نام تریوان مارتین، این نهضت با هشتگ #BlackLivesMatter در شبکه‌های اجتماعی فعالیت خود را آغاز کرد و در سال ۲۰۱۴ با برگزاری تظاهرات گسترده خیابانی پس از کشته شدن دو سیاه‌پوست دیگر آمریکایی در سطح آمریکا معروف شد. آلیشیا گارزا، پاتریس کالرز و اوپال تومتی که مبتکران استفاده از این هشتگ بودند در طی سال‌های ۲۰۱۴ تا ۲۰۱۶ دامنه فعالیت‌های این جنبش را به بیش از ۳۰ شعبه محلی در سراسر آمریکا گسترش دادند. با این وجود، جنبش زندگی سیاه‌پوستان مهم است به صورت غیر متمرکز فعالیت می‌کند و هیچ گونه ساختار سلسله مراتب رسمی ندارد. در تابستان سال ۲۰۱۵، فعالان این جنبش نامزدان انتخابات ریاست جمهوری آمریکا را به صورت علنی به چالش کشیدند تا موضع خود را در مورد موضوعات مرتبط با این جنبش به وضوح مشخص کنند.
در سال ۲۰۲۰ میلادی در طی وقایع و اعتراضات پس از کشته‌شدن جورج فلوید به دست مأمور پلیس درک شووین در شهر مینیاپولیس ایالت مین‌سوتا، این جنبش اجتماعی در سر خط خبرهای در سراسر جهان قرار گرفت.

## تاریخچهٔ شکل‌گیری

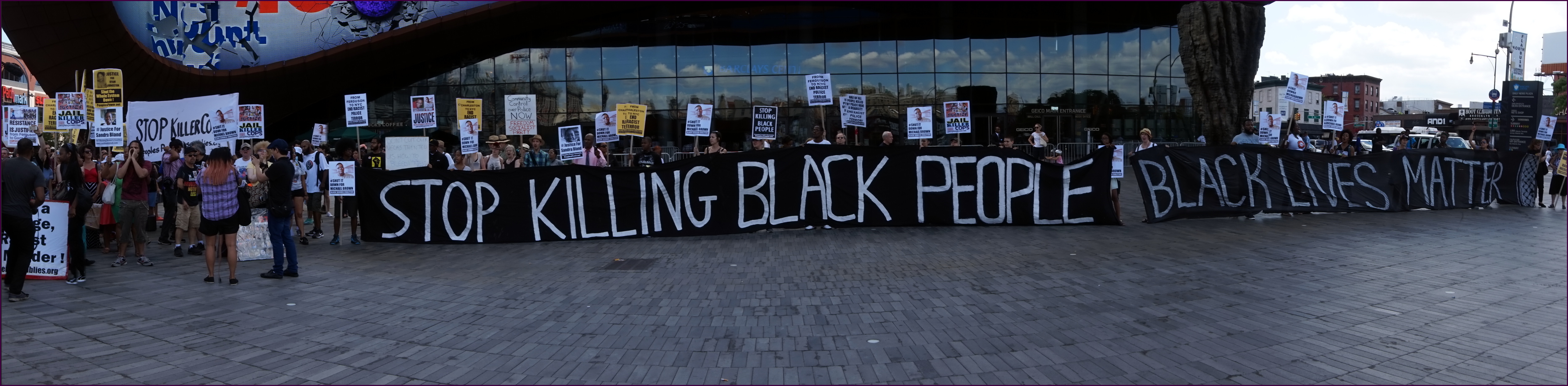
تظاهرات در بروکلین

### اولین مراحل جنبش اجتماعی
ریشه‌های شکل‌گیری جنبش «زندگی سیاه‌پوستان مهم است» به جنبش حقوق مدنی سیاه‌پوستان آمریکا (۶۸–۱۹۵۵)، جنش قدرت سیاه‌پوستان، جنبش حقوق زنان سیاهپوست در دهه ۸۰ میلادی، جنبش پان‌آفریقا، جنبش ضد آپارتاید، هیپ‌هاپ، جنبش‌های اجتماعی دگرباشان جنسی و جنبش اشغال وال استریت بازمی‌گردد.
بسیاری از رسانه‌ها به این جنبش لقب «جنبش حقوق مدنی سیاه‌پوستان آمریکا جدید» داده‌اند. اما بسیاری از اعضای این جنبش با این لقب موافق نیستند و آنرا را متفاوت از نسل قبلی فعالات حقوق سیاه‌پوستانی چون ال شارپتون می‌دانند. برای مثال جنبش جدید به رسوم نسل قدیم از جمله دخالت کلیسا، احترام به حزب دموکرات (ایالات متحده آمریکا) و سیاست احترام‌گذاری پایبند نیست.

### مبارزات مدنی آنلاین
در تابستان سال ۲۰۱۳ میلادی به دنبال تبرئه شدن جورج زیمِرمِن پس از کشتن پسربچه ۱۷ سالهٔ سیاهپوست، تریوان مارتین، جنبش هشتگ #BlackLivesMatter (برابر فارسی زندگی سیاه‌پوستان مهم است) با همکاری سه فعالی اجتماعی در حفظ حقوق سیاه‌پوستان، آلیشا گارزا، پتریس کولرس و اوپال تومدی کلید خورد. این سه فرد که در جریان فعالیت‌های خود در گروه «Black Organizing for Leadership & Dignity» (به کوتاه BOLD) که در زمینهٔ آموزش فعالان اجتماعی فعالیت می‌کند آشنا شده بودند از جریان دادرسی پروندهٔ کشته‌شدن تریوان مارتین و تبرئهٔ جورج زیمِرمِن و بی‌ارزش شدن زندگی سیاهپوسان بسیار ناراحت بودند. سرانجام کار به جایی رسید که با جدیت به فکر راهی برای ایجاد آگاهی عمومی مردم از آنچه رخداد است افتادند. نخست آلیشا متنی با عنوان «نامهٔ عاشقانه به مردم سیاهپوست» در فیسبوک منتشر کرد و در آن جملهٔ «جان ما مهم است، زندگی سیاه‌پوستان مهم است» را به کار برده بود. پس از آن کولرس در پاسخ خود به این نوشته هشتگ «#BlackLivesMatter» را به کار برد و پس از آن با بزرگتر شدن موج توجه عموم به این هشتک جنبش BlackLivesMatter (زندگی سیاه‌پوستان مهم است) رسماً شکل گرفت.

### کُنش فرگوسن
در مهر ۱۳۹۳ شمسی (۲۰۱۴ میلادی) پس از کشته‌شدن نوجوان ۱۸ سالهٔ سیاهپوست، مایکل براون، به دست افسر پلیس شهر فرگوسن در ایالت میزوری، اعضای گروه «زندگی سیاه‌پوستان مهم است» نخستین راهپیمایی رسمی خود را برنامه‌ریزی و انجام دادند. مجموعهٔ بزرگی از اعضای گروه‌های فعال مدنی حقوق سیاه‌پوستان با هم در این راهپیمایی شرکت کردند و حدود پانصد نفر از اعضای جنبش «زندگی سیاه‌پوستان مهم است» هم بین آنها حاضر بوند. پس از آن اعضای جنبش «زندگی سیاه‌پوستان مهم است» به عنوان بهترین گروه از نظر شرکت در راهپیمایی توجه بسیاری از رسانه‌ها را به خود جلب کردند و با تمرکز توجه رسانه‌ها به آنها جانی تازه به فعالیت‌های آنها داده شد.
در جریان راهپیمایی فرگوسن، گروه‌ها بزرگی از مردم فلسطین مجموعه‌ای از توئیت‌هایی در مورد مهار گاز اشک‌آور برای کمک به مردم آمریکا منتشر کردند. این واقعه توجه فعالان حقوق سیاه‌پوستان در آمریکا در به خود جلب کرد. به راستی آنچه ارتش و پلیس اسرائیل با مردم فلسطین می‌کرد بی‌شباهت با برخورد خشن پلیس آمریکا با سیاه‌پوستان نبود و سرانجام در سال ۲۰۱۶ میلادی شاخه فلسطین جنبش «زندگی سیاه‌پوستان مهم است» رسماً آغاز به کار کرد.
از آن زمان تا به امروز، جنبش «زندگی سیاه‌پوستان مهم است» هزاران راهپیمایی برگزار کرده است و در بخش کمک به فعالیت‌های مدنی و کمک به دانشجوهای سیاهپوست در دانشگاه‌ها بسیار فعال بوده است. برای نمونه راهپیمایی سال ۲۰۱۵–۲۰۱۶ دانشگاه میزوری یکی از فعالیت‌های درون دانشگاهی این جنبش است.

### فراگیری جنبش
در سایت اینترنتی جنبش «زندگی سیاه‌پوستان مهم است» فراگیری فعالیت‌های این گروه به این شکل بیان شده است: 
یک همکاری خاص که تمرکز آن بر اهدافی بسیار فراتر از فقط بررسی کشتار فراقانونی سیاه‌پوستان توسط پلیس و متعصبین است. «زندگی سیاه‌پوستان مهم است» متعلق به سیاهپوسان ال‌جی‌بی‌تی، معلول، بدون مدارک رسمی اقامت، سابقه‌دار، بانوان و همه و همهٔ سیاه‌پوستان است. 
هر سه بنیان‌گذار این جنبش زن هستند. گارزا و کولرس کوئیر هستند. اِلی هِرنس از بنیان‌گذاران بخش جهانی نیز تراجنسیتی است.

## ساختار سازمانی

### ساختار سازمانی آزاد
عبارت «زندگی سیاه‌پوستان مهم است» به هشتک توئیتری برمی‌گردد که پیشتر در بخش تاریخچهٔ شکل‌گیری به مفصل پرداخته شد، به شعاری که مردم در راهپیمایی‌ها می‌دهند و به نهضتی مردم اشاره دارد، مردمی از برابری حقوق نژادی تلاش می‌کنند. به عنوان یک نهضت مردمی، «زندگی سیاه‌پوستان مهم است» جنبشی نامتمرکز است و رهبران آن بارها بر اهمیت بیشتر قدرت تشکل‌های محلی بر هر تشکل بزرگ کشوریی تأکید کرده‌اند. همان‌طور که فعال حقوق نژادی دِرِی مکِسان گفته است: 
این نهضت شامل تمام آن کسانی‌ست که به صورت عمومی و ملأ عام برای زندگی سیاه‌پوستان ارزش قائل هستند و زمان و انرژی خود را صرف آن می‌کنند می‌شود. 
در سال ۲۰۱۳ میلادی، آلیشا گارزا، پتریس کولرس و اوپال تومدی شبکهٔ «زندگی سیاه‌پوستان مهم است» به‌طور رسمی راه‌اندازی کردند. به گفتهٔ آلیشا گارزا شبکهٔ این جریان اجتماعی به‌طور آنلاین با هدف فراهم کردن اصول و اهداف مشترک برای تمام فعالان حقوق سیاه‌پوستان در تمام دنیا شکل گرفته است. شعبه‌های محلی این جنبش باید به لیست اصول پایه‌ای پایبند باشند اما قادر برای فعالیت خود نیازی به اجازه از هستهٔ مرکزی و دنبال کردن سلسله‌مراتب ندارند و خود مختار عمل می‌کنند. همچنین شبکهٔ این جنبش اهمیتی به اینکه چه کسی رسماً عضو این جنبش هست یا نیست نمی‌دهد.
در سال ۲۰۱۳ میلادی، آلیشا گارزا، پتریس کولرس و اوپال تومدی «شبکه‌ی» «جان سیاه‌پوستان مهم است» به‌طور رسمی راه‌اندازی کردند. به گفتهٔ آلیشا گارزا شبکهٔ این جریان اجتماعی به‌طور آنلاین با هدف فراهم کردن اصول و اهداف مشترک برای تمام فعالان حقوق سیاه‌پوستان در تمام دنیا شکل گرفته است. شعبه‌های محلی این جنبش باید به لیست اصول پایه‌ای پایبند باشند اما برای فعالیت خود نیازی به اجازه از هسته‌ای مرکزی و دنبال کردن سلسله‌مراتب ندارند و خود مختار عمل می‌کنند. همچنین شبکهٔ این جنبش اهمیتی به اینکه چه کسی رسماً عضو این جنبش هست یا نیست نمی‌دهد.
تا به امروز حدود ۱۶ شعبهٔ رسمی «جان سیاه‌پوستان مهم است» در ایالات متحدهٔ آمریکا و کانادا ثبت شده‌اند. از جمله فعالان مدنی بسیار موفق عضو این جریان سیاسی می‌توان به مِریسا جانسون بنیانگذار شعبهٔ شهر سیاتل در ایالت واشینگتن و همین‌طور نِکیما والدز لوی آرمسترانگ وکیل و رئیس شعبهٔ شهر مینیاپولیس در ایالت مینه‌سوتا اشاره کرد.
ساختار غیر متعارف جنبش «زندگی سیاه‌پوستان مهم است» در موارد بسیاری باعث سردرگمی خبرنگاران و فعالان حقوق مدنی شده است. این سردرگمی از آنجا نشات می‌گیرد که معلوم نیست وقتی کسی چیزی می‌گوید فقط نظر شخصی اوست یا کل جنبش چنین نظری دارد.
در سال ۲۰۱۷ شرکتی با نام «بنیاد شبکهٔ زندگی سیاه‌پوستان مهم است» و با امضاء توافقی با تازوند کارنتس به منظور بررسی و مدیریت بهتر مسائل مالی در ایالت دلاوِر ثبت شد. [۳۹] بر اساس این توافقنامه تازوند کارنتس بستری برای امور اجرائی و قانونی به منظور رسیدن این جریان به اهدافش فراهم می‌کند.
سازمانی مجزا با نام «بنیاد زندگی سیاه‌پوستان مهم است» با پروانهٔ 501(c)(۳) معافیت مالیاتی در شهر سانتا کلاریتا ایالت کالفرنیا نیز ثبت شده است. هدف این بنیاد فراهم کردن کمک به افراد و خانواده‌هایی است با از دست دادن عزیزان خود به واسطهٔ رفتار غیرعادلانه و کشتارهای غیرقابل توضیح توسط پلیس یا نزدیک کردن جامعه و پلیس است. با این وجود نمایندگان جریان «زندگی سیاه‌پوستان مهم است» هرگونه ارتباط خود با این بنیاد را رد کرده‌اند. جالب آنجاست که هر دو سازمان، جریان اصلی «زندگی سیاه‌پوستان مهم است» و «بنیاد زندگی سیاه‌پوستان مهم است» ادعا می‌کنند که طرف دیگر نام و مفهوم اصلی را از دیگری دزدیده است. با این وجود به دلیل معافیت مالیاتی این بنیاد بسیاری شرکت‌های بزرگ و مردم به این بنیاد کمک مالی کردند و متأسفانه تمام این کمک‌های مالی هرگز توزیع نشد.

### اصول رهبری
بر اساس وبسایت «زندگی سیاه‌پوستان مهم است» سیزده اصل رهبری برای راهنمایی آنهایی که علاقه به فعالیت بیشتر در زیر پرچم این جنبش دارند فراهم کرده است. این اصول دربرگیرندهٔ بسیاری موارد است، ازجمله، شامل شدن همه و جهان‌شمول بودن، همدلی، اعادهٔ عدالت و متعلق به تمام نسل‌ها بودن است.

### تأمین بودجه جنبش
در سال ۲۰۱۵ سازمان روزنامه‌نگاری پلیتیکو اعلام کرد که شبکهٔ اتحاد دموکراسی (مردم سالاری) برنامه دارد با مدیران مجموعهٔ بزرگی از گروه‌های فعال اجتماعی که جریان «زندگی سیاه‌پوستان مهم است» نقش مهمی ایفا می‌کنند دیدار کند و خبرنگار این سازمان در این جلسه حضور خواهد داشت. گزارش خبرنگار پلیتیکو از این دیدار حاکی از آن دارد که ائتلافی از اهدا کننده‌های کمک‌های مالی به نام سالدر بیش از ۲۰۰ هزار دلار به این جریان تا سال ۲۰۱۵ کمک مالی کرده است و این کمک‌ها برای تمرکز بر ایجاد و قدرت دادن به این جنبش به این سازمان اهدا شده‌اند. به‌طور دقیق‌تر این کمک مالی توسط لی‌یا هانت-هندریکس یکی از اعضای شبکهٔ اتحاد دموکراسی انجام شده است.
در سال ۲۰۱۶ بنیاد فُرد برنامهٔ شش سالهٔ خود برای کمک‌مالی به این مجموعه را اعلام کرد. بر اساس گزارش واشینگتن پست در سال ۲۰۱۶ مجموع کمک‌های بنیاد فُرد و سایر اهدا کننده‌های کمک مالی به حدود ۱۰۰ میلیون دلار می‌رسد. پس از این گزارش یک کمک کالی ۳۳ میلیون دلاری از طرف بنیادهای جامعهٔ باز به این جنبش نیز ثبت شده است.

### استراتژی‌ها و تاکتیک‌ها (فنون)
«زندگی سیاه‌پوستان مهم است» در ابتدا با استفاده از شبکه‌های رسانهٔ جمعی مانند تویتر و فیس‌بوک و استفاده از هشتگ‌های مدنی شروع شد اما بعدها با بزرگتر شدن جنبش انواع فنون برای پیشبرد اهداف این جنبش مدنی استفاده شده است.

## مهم‌ترین رخدادها و راهپیمایی‌های جنبش «زندگی سیاه‌پوستان مهم است» در ایالات متحده آمریکا

### ۲۰۱۴
در سال ۲۰۱۴ میلادی جنبش «زندگی سیاه‌پوستان مهم است» برای ابزار مخالفت با رفتار غیرقابل قبول پلیس با سیاه‌پوستان آمریکا و کشته شدن سیاه‌پوستان توسط پلیس راهپیمایی کردند. از جمله افرادی در این راهپیمایی به کشته شدن آنها اشاره شد می‌توان به دانترِی همیلتون، اِریک گارنر، جان کرَفُرد، مایکل بروان، اِزِل فُرد، لِکوان مِکدونالد، آکار گورلی، تامیر رایس، آنتونیو مارتین، جِرُم رید و بسیار دیگر اشاره کرد.
ژوئیه
در این ماه، اریک گارنر در شهر نیو یورک سینی به دست پلیس کشته شد. ماجرا از این قرار است که مأمور پلیس نیو یورک سیتی گردن اریک را با تکنیکی که استفاده از آن غیرقانونی است می‌گیرد و او را خفه می‌کند. کشته شدن اریک یکی از صدها مثالی‌ست که پلیس با استفاده از روش‌های غیرقانونی سیاه‌پوستان را دستگیر و می‌کشد. داستان آنچه برای اریک اتفاق افتاد جرقهٔ برای فعال شدن بیش از پیش جنبش «زندگی سیاه‌پوستان مهم است» شد.
اوت
در آخرهفتهٔ روز کارگر در ایالات متحده، جنبش «زندگی سیاه‌پوستان مهم است» راهپیمایی به نام «آزادی» انجام داد. در جریان این راهپیمایی صدها آمریکایی سیاهپوست برای تشکر و پشتیبانی از گروه‌های فعال مدنی که در شهر فرگوسن ایالت میزوری فعالیت می‌کنند گردهم آمدند. جنبش در جریان نا آرامی‌ها و اعتراضات به کشته شدن مایکل بران هم حضور داشت.
در همین ماه یکی از مأموران پلیس شهر لوس آنجلس هم با شلیک به اِزِل فُرد او را کشت و به همین دلیل به منظور ابزار خشم و تاسف از آنچه رخ داده است جنبش «زندگی سیاه‌پوستان مهم است» راهپیمایی در شهر لوس آنجلس در سال ۲۰۱۵ انجام داد.
نوامبر
در آبان ماه ۲۰۱۴ نیز آکار گورلی، جوان ۲۸ ساله، به ضرب گلولهٔ مأمور پلیس شهر نیو یورک سیتی کشده شد. بعدتر جنبش «زندگی سیاه‌پوستان مهم است» با برگذاری تظاهرات در نیو یورک خواستار انجام عدالت و رسیدن این مأمور پلیس به مجازات کاری که کرده است شد.
پس از آنکه قاضی پروندهٔ مایک قاتل او دارن ویلسون را تبرئه کرد، آلیشا گارزا (یکی از سه فرد مؤسس این جنبش) به همراه چهارده نفر دیگر از اعضای این جنبش برای اعتراض به حکم ناعادلانهٔ قاضی برای یک ساعت مسیر قطار شهری «حمل و نقل سریع خلیج» را در روز جمعهٔ سیاه مسدود کردند و همگی دستگیر شدند.
در همین ماه، تامیر رایس نوجوان ۱۲ سالهٔ سیاهپوست، توسط مأمور پلیس شهر کلیولند در ایالت اوهایو به ضرب گلوله کشته شد. کشته شدن این نوجوان نیز جرقهٔ در شعله‌ورتر شدن جنبش «زندگی سیاه‌پوستان مهم است» نیز بود.
دسامبر
در این ماه، در حدود دو تا سه هزار نفر برای اعتراض به کشته شدن مرد سیاهپوستی دیگری در شهر بلومینگتن ایالت مینه‌سوتا جمع شدند. جریان از این قرار بود که مرد سیاهپوستی که حتی مسلح نبوده است به دست مأمور پلیس شهر به ضرب گلوله کشته شده است. در جریان این اعتراضات دستکم بیست فرد که شعار می‌دادند دستگیر شدند.
در همین ماه در شهر میلوکای ایالت ویسکانسین نیز مردم برای اعتراض به کشته شدن دانترِی همیلتون به دست پلیس در ماه فروردین ۲۰۱۴، در شهر باورکرک در ایالت اوهایو نیز مردم برای اعتراض به کشته شدن جان کرافورد به دست پلیس و در شهر هایتس در ایالت میشیگان نیز مردم برای اعتراض به کشته شدن رِنیشا مکبرد (زن سیاهپوست) با شعار «زندگی سیاه‌پوستان مهم است» به خیابان‌ها آمدند.
همچنین در این ماه پس از آنکه قاضی دادگاه رسیدگی به کشته شدن مایکل بران به دست مأمور پلیس دارن ویلسون او را تبرئه کرد در شهر برکلی در ایالت کالیفرنیا مردم با شعار «زندگی سیاه‌پوستان مهم است» راهپیمایی کردند. در سال ۲۰۱۵ از تعدادی از این افراد و خبرنگاران حاضر در تظاهرات به جرم «برخورد غیرقانونی با پلیس و حمله به آنها» شکایت شد.

### ۲۰۱۵
در سال ۲۰۱۵، جنبش «زندگی سیاهپوستان مهم است» در مخالفت با ادامهٔ کشتار غیرقانونی سیاهپوستان توسط پلیس تظاهرات‌های بسیاری برگزار کرد. از جملهٔ این واقع می‌توان به تظاهرات‌های مربوط به چارلی (۴۳ ساله)، تونی رابینسون (۱۹ ساله)، آنتونی هیل (کهنه‌سرباز نیروی هوایی ایالات متحده)، مگان (۲۶ ساله)، اریک هریس (۴۴ ساله)، والتر اسکات، فرِدی گِرِی (۲۵ ساله)، ویلیام چپمن (۱۸ ساله)، جاناتان سندر (۲۹ ساله)، ساندرا بلِند (۲۸ ساله)، ساموئل دوباس، جرمی مک‌دُل (۲۸ ساله)، کاری جونز (۳۱ ساله)، جمار کلارک (۲۴ ساله) و همچنین دیلان روم که جان خود را در کشتار کلیسای چارلستون از دست داد.
مارس
تظاهرات مقابل دفتر شهردار شیکاگو در ایالات ایلینوی و درخواست اعمال اصلاحات در پلیس شیکاگو
چارلی ۴۳ ساله (شهروند کامرون) توسط مأمور پلیس شهر لوس آنجلس در ایالات کالیفرنیا به ضرب گلوله کشته شد.
پلیس شهر لوس آنجلس در جریان چهارده راهپیمایی برای اعتراض به آنچه اتفاق افتاده است مردم را دستگیر کرد و برخورد خشن داشت.
آوریل
تظاهرات‌های سراسری در کل ایالات متحده آمریکا و در ادامهٔ آن به ویژه در شهر بالتیمور در ایالت مریلند به اعتراض به کشته شدن فِرِدی گِرِی.
پس از کشته شدن والتر اسکات به ضرب گلوله توسط پلیس در شهر نورت چارلستن ایالت کارولینای جنوبی، «زندگی سیاهپوستان مهم است» تظاهرات در این شهر بگذار کرد.
مه
«زندگی سیاهپوستان مهم است» برای اعتراض به گشته شدن زن‌های سیاهپوست توسط پلیس در تمام کشور ایالات متحده تظاهرات سراسری برگزار کرد و نقطهٔ اوج آن در شهر سن فرنسیسکو در ایالت کالیفرنیا بود. از جمله افرادی که از آنها در جریان این تظاهرات‌ها نام برده شد می‌توان به مگان هوکادی، آریانا جونز، رکیا بوید و بسیاری دیگر اشاره کرد.
پس از آنکه تیموتی روزل و ملیسا ویلیام به ضرب گلولهٔ پلیس شهر کلیولند ایالات اوهایو کشته شدند اما قاضی آنها را تبرئه کرد، «زندگی سیاهپوستان مهم است» در این شهر تظاهرات کرد.
در جریانی مشابه تونی رابینسون در شهر مدیسون ایالت ویسکانسین به ضرب گلولهٔ پلیس شهر کشته شد اما قاضی مأمور پلیس را تبرئه کرد. «زندگی سیاهپوستان مهم است» در این شهر تظاهراتی برای اعتراض به آنچه رخداده برگزار کرد.
ژوئن
پس از کشته شدن دیلان رووف و آرتور راوِنِل در جریان تیراندازی در کلایسایی که بیشتر مراجعه کننده‌های به آن سیاهپوست هستند در شهر چارلستون ایالت کارولینای جنوبی، «زندگی سیاهپوستان مهم است» در بیانیه‌ای اعلام کرد که این تیراندازی یک فعالیت تروریستی بوده است. پس از اعلام عمومی این بیانیه در کل کشور ایالات متحده برای چنین روز تظاهرات برگزار شد. در جریان این تظاهرات‌ها نمادهای «ایالات مؤتلفه آمریکا» توسط نقاشی‌های مرتبط با «زندگی سیاهپوستان مهم است» رنگ یا تخریب شدند.
در همین ماه، در شهر مک‌کینی واقع در ایالت تگزاس، پس از آنکه مأمور پلیسی در جریان مهمانی خانگی دختر سیاهپوستی را مجبور به زانو زدن در مقابلش کرده بود تظاهراتی با مشارکت حدود هشت صد نفر برگزار شد.
ژوئیه
پس از آنکه ساندرا بلِند، زن سیاهپوست، در زندان شهرستان والر در ایالت تگزاس، در سلول خود دار زده شده بود، بسیاری از فعالات جنبش «زندگی سیاهپوستان مهم است» در سراسر کشور ایالات متحدهٔ آمریکا تظاهرات کردند.
در شهر سینسیناتی ایالت اوهایو پس از کشته شدن ساموئل روباس به ضرب گلولهٔ پلیس دانشگاه سینسیناتی تظاهرات برگزار شد.
در شهر نیوآرک ایالت نیوجرسی هزاران فعال حقوق مدنی سیاهپوستان آمریکا بر ضد خشونت پلیس و رسیدگی نادرست به پرونده‌های قتل سیاهپوستان و نابرابری اقتصادی در نتیجه نژادپرستی سازمانی تظاهرات کردند.
در همین ماه پس از کشته شدن جاناتان سندر توسط پلیس شهر می‌سی‌سی‌پی تظاهرات برگزار شد.
اوت
در شهر واشینگتن دی سی به منظور اعتراض بر برخورد نادرست با زمان تراجنسیتی تظاهرات برگزار شد.
در شهر شارلوت ایالت کارولینای شمالی پس از آنکه قاضی مأمور پلیس سفیدپوستی که جاناتان فِرِل را با ضرب گلوله کشته بود تظاهرات برگزار شد.
در شهر فیلادلفیا در ایالات پنسیلوانیا، فعالان مدنی سیاهپوستان برای اعتراض به برخورد نادرست پلیس با سیاهپوستان راهپیمایی کردند.
در حدود ۲۰ مرداد، در سالگرد گشته شدن مایکل براون توسط پلیس در شهر سنت لوئیس ایالت میزوری و بسیاری شهرهای دیگر در کشور ایالت متحدهٔ آمریکا تظاهرات برگزار شد.
سپتامبر
در این ماه حدود پنج هزار نفر در شهر آستین ایالت تگزاس در اعتراض به وحشیگری پلیس تظاهرات کردند و گروهی از معترضان با حمل پرچم‌های ضد نژادپرستی بزرگراه میان‌ایالتی ۳۵ را برای چند ساعتی بستند.
در شهر بالتیمور در ایالت مریلند، با شروع استماع دادگاه رسیدگی به قتل فردی گری به واسطهٔ وحشیگری پلیس، فعالان «زندگی سیاهپوسان مهم است» راهپیمایی کردند.
در شهر ساکرامنتو ایالت کالیفرنیا پس از آنکه سنای ایالت کالیفرنیا قانون نظارت بیشتر و بهتر بر رفتارهای وحشیانهٔ پلیس را تصویب کرد، حدود هشت صد فرد به نشانهٔ تشکر از این قانون راهپیمایی کردند.
اکتبر
در این ماه جمعی از فعالان جنبش که در هنگام کنفرانس رئیس پلیس شیکاگو تظاهرات کرده بودند دستگیر شدند.
شعار «اکتبر مقابله به مثل کند» (رایز آپ اکتبر) به جنبش جانی تازه داد. این شعار به منظور مقابله با وحشیگری پلیس توسط کوانتین تارانتینو و کارن رست ایجاد شد.
نوامبر
در این ماه فعالان «زندگی سیاهپوستان مهم است» پس از کشته شدن جمار کلارک به ضرب گلولهٔ پلیس مینیاپولیس در ایالات مینه‌سوتا تظاهرات کردند. در جریان این تظاهرات در ناحیهٔ چهارم پلیس این شهر تظاهرات طولانی مدت برگذاری شد. در جریان این تظاهرات مردم در حال برپایی چادر بودند که پلیس با آنها برخورد وحشیانه کرد و این باعث بالا گرفتن خشونت شد و در نتیجه مردم مجبور به حمله به ساختمان پلیس شدند. با نزدیک‌تر شدن به پایان این ماه، راهپیمایی به منظور بزرگداشت جمار کلاک و تسخیر منطقهٔ چهار پلیس راهپیمایی برگزار شد. در پایان راهپیمایی گروهی مسلح به مردم نزدیک شدند و شعارهای تحقیر آمیز نژاد پرستانه می‌دادند. مردم از آنها خواستند که محل را ترک کنند اما به جای آن با گلوله مردم را هدف قرار دادند. جراحات مردم اینقدر وخیم بود که تمامی زخمی شده‌ها در این تیراندازی در بیمارستان بستری شدند اما خوشبختانه کسی جان خود را از دست نداد. بعدتر کسانی که به مردم تیراندازی کرده بودند شناسایی و دستگیر شدند، همگی مرد جوان سفیدپوست و طرفدار برتری نژادی سفید پوستان بودند. یکی از این افراد که در بهمن سال ۱۳۹۵ دستگیر شد تعداد بسیاری زیادی سوء سابقه مرتبط با درگیری و دعوا و رفتارهای نژادپرستانه دارد. نام این فرد آلن سکارسلا است و حتی قبل از رفتن به راهپیمایی و تیراندازی به مردم به دوست خود پیغام‌های نژادپرستانه ارسال کرده بود. قاضی پروندهٔ او تلاش وکیل‌ش برای دیوانه نشان دادن او را قبول نکرد و در سرانجام آلن سکارسلا در فروردین ۱۳۹۶ به ۱۵ سال زندان محکوم شد.
پس کشته شدن لگوان مک‌دونالد به ضرب گلولهٔ مأمور پلیس شهر شیکاگو، جیسون وان دایک، تظاهراتی طولانی مدت که تا چند ماه ادامه داشت برگزار شد. این مأمور پلیس شهر شیکاگو شانزده گلوله به لگوان شلیک کرده بود.

### ۲۰۱۶
در سال ۲۰۱۶، اعضای جنبش «زندگی سیاهپوستان مهم است» در اعتراض به کشته شدن بسیار از جمله بروس کلی، آلتن سترلینگ، فیلاندو کستیل، جوزف مان، عبدالرحمان ابدی، پاوول اونل، کارین کینس، سیلویل سمیث، ترنس راتچر، کیت کمونت سکات، آلفرد الانگو، دبراه دانر و بسیاری دیگری تظاهرات و راهپیمایی کردند.
ژانویه
در این ماه، صدها نفر از اعضای جنبش در شهر سن فرنسیسکو در ایالت کالیفرنیا در اعتراض به کشته شدن ماریو وود در ۱۱ آذر ۱۳۹۴ به ضرب گلولهٔ مأمور پلیس شهر سن فرنسیسکو راهپیمایی کردند. این راهپیمایی هم‌زمان با مسابقهٔ سوپر باول برگزار شد.
در ادامهٔ این ماه، اعضای جنبش تظاهرات‌ها و جلسات محلی بسیاری به منظور استرداد و بازسازی آنچه مارتین لوتر کینگ بنیانگذاری کرده است برگزار کردند.
فوریه
در این ماه، اعضای جنبش تظاهرات‌هایی برای اعتراض به آنچه برای ابدالله امر محمد توسط پلیس شهر سالت لیک سیتی رخداد برگزار کردند. ابدالله در حالی که فرد دیگری با او درگیر شده بود توسط مأمور پلیس هدف گلوله قرار گرفت و زخمی شد.
ژوئن
در این ماه اعضای جنبش برای اعتراض به حکم دادگاه ایالت کالیفرنیا برای جزمین ریچارد تظاهرات کردند. جریان از این قرار بود که وقتی مأمور پلیس با اعمال خشونت در حال دستگیری زنی بود، جزمین به رفتار پلیس اعتراض می‌کند و سعی کرده بود او را متوقف کند. داده جزمین را گناهکار شناخت و محکوم کرد. این حکم به مراتب سنگین‌تر از سطح جرم او بود.
ژوئیه
در ۱۶ تیر ۱۳۹۵ آلتن سترلینگ به طرز وحشیانه‌ای توسط پلیس شهر باتن روژ در ایالت لوئیزیانا کشته شد. داستان از این قرار است که دو مأمور پلیس آلتن را روی زمین در حالی که دراز کشته است نگه می‌دارند و مأمور سوم چنین بار به او شلیک می‌کند. در همان روز وقتی هوا تاریک شده بود و خبر کشته شدن وحشیانهٔ آلتن به مردم شهر رسید، صدها فرد برای اعتراض با سر دادن شعار «بدون عدالت، صلح وجود ندارد» در شهر آتش روشن کردند و تظاهرات کردند. روز بعد اعضای جنبش «زندگی سیاهپوستان مهم است» برای سوگواری برای آلتن در سراسر شهر شمع روشن کردند و شعار «عاشق آلتن سترلینگ هستیم» سر دادند و خواستار عدالت شدند.
در ۱۷ تیر ۱۳۹۵ فیلاندو کستل همراه دوست‌دختر و دختر چهارساله‌شان در حال رانندگی بودند که مأمور پلیس هرونیمو یانز آنها را متوقف کرد. پس از نزدیک شدن به خودروی آنها مأمور پلیس از فلاندو می‌خواهد که گواهینامه و سند خودروی خود را برای چک کردن به او بدهد. فلاندو، همان‌طور که قانون از او خواسته است، به مأمور پلیس می‌گوید که او دارای مجوز حمل سلاح گرم است و در ماشین برای شرایط ضروری سلاح گرم داد. مأمور پلیس بلافاصله رفتار تهاجمی نشان می‌دهد و به او می‌گوید که تکان نخورد. فلاندو که ترسیده است دستان خود را به آرامی بالا می‌آورد تا مأمور را آرام کند اما مأمور پلیس چهار تا پنج بار به او شلیک می‌کند. دوست‌دختر او بلافاصله موبایل خود را روشن می‌کند و از طریق فیس‌بوک به‌طور مستقیم فیلمی در حالی که فیلاندو درحال خونریزی و دختر چهار سالهٔ آنها گریه می‌کند در این سایت منتشر می‌کند. پس پخش این فیلم در اینترنت مردم در شهر مینه‌سوتا و بسیاری از شهرهای دیگر کشور ایالات متحدهٔ آمریکا تظاهرات کردند.
در نیمهٔ اول این ماه، ۱۱۲ تظاهرات در ۸۸ شهر ایالات متحده برگزار شد.
در همین ماه، ورزشکاران ستارهٔ آمریکایی دبران جیمز، کارملو آنتونی، کریس پاول و دویان واد در افتتاحیهٔ جوایز اسپای سخنرانی خود را با خواندن پیغامی از جنش «زندگی سیاهپوستان مهم است» شروع کردند.
در این نیمهٔ دوم این ماه، جنبش برای سوم سالگرد کشته شدن لاری جکسن در شهر آستین ایالت تگزاس تظاهرات کردند.
در شهر شیکاگو در ایالت ایلینوی مأمور پلیس از پست به پاول اونیل شلیک کرد و بعد از این در حالی که پاول در خودروی خود در حال فرار از او بود، پاول را به ضرب گلوله کشت. در اعتراض به آنچه رخداد هزاران عضو جنبش در شهر شیکاگو تظاهرات کردند.
اوت
در ۱۱ مرداد ۱۳۹۵، مأمور پلیس شهر راندالستان در مریلند نزدیک به بالتریمر با ضرب گلوله کورین گینر ۲۳ ساله زن سیاهپوست را گشت و پسرش را زخمی کرد. در بسیاری از شهرهای کشور ایالات متحده در اعتراض به آنچه برای این زن سیاهپوست و پسرش رخداده است تظاهرات برگزار شد.
در این ماه، در پس از کشته شدن بروس توسط مأمور پلیس شهر پیتسبرگ در ایالت پنسیلوانیا، اعضای جنبش تظاهرات برگزار کردند.

این ماه شروع اعتراض ورزشکاران به شرایط سیاهپوستان و وحشیگری پلیس نیست به آنها با زانو زدن در هنگام پخش سرود ملی به جای ایستادن است. این نشانهٔ اعتراض ابتدا توسط کولین کاپرنیک شروع شد. این ورزشکار در هنگام پخش سرود ملی به جای ایستادن جلو هزاران هوادار که در حال تماشای این مسابقه بودند زانو زد. پس از مسابقه از خبرنگاری از او پرسید که با زانو زدن چه پیغامی به مردم می‌خواهد بدهد و او در پاسخ گفت:
من مقابل پرچمی که کشوری که به سیاهپوستان و غیر سفیدپوستان ظلم می‌کند نمی‌ایستم. برای من سرود ملی فراتر از فوتبال آمریکایی است و اگر این چنین به ملت نگاه نکنیم بسیار خودخواه هستیم. مردم هر روز توسط پلیس وحشیانه کشته می‌شوند و بدن آنها در خیابان‌ها افتاده است و مأموران پلیس به پرداخت پول بدون هیچ بازخواستی به کشتار خود ادامه می‌دهند.
کار که کولین کرد در همراهی با پیغام و اعتراضات جنبش «زندگی سیاهپوستان مهم است» بود. پس از آن بسیاری دیگر از ورزشکاران نیز به نشانهٔ بی عدالتی در کشور ایالات متحده در هنگام پخش سرود ملی به جای ایستادن زانو می‌زنند.
سپتامبر
در این ماه، پس از کشته‌شدن ترنس کراتچر در شهر تولسا ایالت اوکلاهاما و کیت لمونت سکات در شهر شارلوت در ایالت کارولینای شمالی به دست پلیس اعضای جنبش تظاهرات برگزار کردند.
خبرنگاری که در شهر شارلوت بین مردم حضور داشت شرایط را چنین توصیف می‌کند.
با تاریک شدن هوا و پخش شدن خبر کشته‌شدن کیت توسط مأمور پلیس جمعیت بیشتری در خیابان‌ها گرد آمدند و شعار «ما را نکشید» و «زندگی سیاهپوستان مهم است» سر می‌دادند. رفته رفته شعارها به «بدون عدالت، صلحی وجود ندارد» تغییر کرد و مردم به مأموران ضد شورش بطری‌های آب و سنگ پرتاب می‌کردند. سپس عدهٔ از تظاهرات کننده‌ها مردم را آرام کردند و از آنها خواستند که تظاهرات را بدون خشونت ادامه دهند.
تعدادی تظاهرات برای اعتراض به کشته شدن آلفردو اولانگو توسط مأمور پلیس از این ماه تا یک ماه در شهر ال کاهن در ایالت کالیفرنیا برگزار شد.

### ۲۰۱۷
فوریه
ماه فوریه در کشور ایالات متحده «ماه تاریخ سیاهپوستان» است. برای بزرگداشت این ماه سه هنرمند در شهر ریچموند ایالت ویرجینیا نمایشگاهی از آثار هنری فرهنگی مرتبط با عدم عدالت به مدت یک ماه با نام «زندگی سیاهپوستان مهم است» برگزار کردند.
برای بزرگداشت این ماه در مراسمی دیگر در دانشگاه ویرجینیا کامنولث برای هر روز این ماه برنامهٔ مانند پخش فیلم و معرفی کتاب و غیره در راستای «زندگی سیاهپوستان مهم است» داشت.
جنبش «زندگی سیاهپوستان مهم است» در اعتراض به کشته شدن جکوست کلمونز توسط به ضرب گلولهٔ مأمور پلیس شهر نشویل در ایالت تنسی در ۱۰ فوریه ۲۰۱۷ تظاهرات برگزار کردند.
مه
در ۱۲ مه ۲۰۱۷ پس از آنکه دادستان ناحیهٔ دیویدسون در شهر نشویل ایالت تنسی اعلام کرد که پلیسی که جکوست کلمونز را در ۱۰ فوریه ۲۰۱۷ به ضرب گلوله کشت را محکوم نخواهد کرد، اعضای جنبش «زندگی سیاهپوستان مهم است» راهپیمایی بزرگی در این شهر برگزار کردند.
سپتامبر
در ۲۷ دسامبر ۲۰۱۷ دانشجوهای عضو «زندگی سیاهپوستان مهم است» در کالج ویلیام و مری در ایالت ویرجینیا تظاهرات کردند. دلیل این تظاهرات اعتراض به اجازهٔ برگزاری مراسمی در همین روز توسط «گردهمایی اتحاد راست گرایان» (گروه افراطی طرفدار برتری نژادی سفید پوستان) در این دانشگاه بود.

### ۲۰۱۸
فِوریه و مارس
در این دو ماه به منظور تمرکز بر عدالت اجتماعی در شهر ریچمند ایالت ویرجینیا دومین نمایشگاه هنر سالانهٔ «زندگی سیاهپوستان مهم است» برگزار شد.
آوریل
در این ماه شبکهٔ خبری سی‌ان‌ان اعلام کرد که بزرگ‌ترین صفحهٔ فیسبوک «زندگی سیاهپوستان مهم است» اصل نبوده و توسط مردی سفیدپوست در کشور استرالیا مدیریت می‌شده است. این صفحه هفت صد هزار مشترک داشته و بیشتر از صد هزار دلار از مردم اخاذی کرده است. پس از این رخداد شرکت فیسبوک این صفحه را بست.

### ۲۰۲۰
در ۲۳ فوریه شهرستان گلین در ایالت جورجیا، احمد آربری، مرد سیاهپوست ۲۵ ساله، در حالی که مشغول دویدن و ورزش کردن بود به ضرب گلوله کشته شد. جریان این اتفاق از این قرار بود که وقتی احمد در حال دویدن بود سه مرد سفیدپوست شروع به دنبال کردن او می‌کنند. دو نفر از آنها که پدر و پسر هستند با اتومبیل اول راه را بر احمد می‌بندند و نفر سوم در اتومبیل دیگر در حال دنبال کردن احمد و دادن اطلاعات موقعیت او به دو نفر دیگر است. وقتی احمد به ماشینی که در وسط خیابان راه او را بسته است نزدیک می‌شود، این پدر و پسر به او حمله می‌کنند و با ضرب گلوله او را می‌کشند. در ابتدا مقامات شهر طرف پسر و پدر را می‌گرفتند اما وقتی فیلمی که توسط یکی از این افراد گرفته شده بود در اینترنت پخش شد مردم تظاهرات کردند و سرانجام این افراد به قتل متهم شدند.
در ۱۳ مارس در شهر لوییویل در ایالت کنتاکی پلیس مبارزه با مواد مخدر که حکم جستجوی خانهٔ زن سیاه‌پوست ۲۵ ساله برونا تیلر را داشت وحشیانه در منزل او را شکست و به او تیراندازی کرد. دوست پسر این فرد که در هنگام این اتفاق در خانه بود خود را به تلفن می‌رساند و به ۹۱۱ (خدمات اورژانس ایالات متحده) زنگ می‌زند و در توضیح واقعه می‌گوید که دقایقی پیش فردی در منزل آنها را شکسته و به دوست دخترش شلیک کرده است. پس از این واقعه در این شهر به منظور تغییر ساختار پلیس تظاهرات برگزار شد.

### کشته‌شدن جورج فلوید
اعتراضات به کشته‌شدن جورج فلوید